# Мемишевич, Дамир
Дамир Мемишевич (сербохорв. Damir Memišević; 22 января 1984, Баня-Лука) — боснийский футболист, центральный защитник.

## Биография
Воспитанник футбольного клуба «Борац» (Баня-Лука). В 2002 году за сумму 150 тысяч евро перешёл в германский «Вердер», где играл за юношескую и вторую команды. За три сезона провёл 20 матчей в региональной лиге «Север» в составе второй команды «Вердера». В 2005 году вернулся в Боснию и в течение полутора сезонов выступал в чемпионате страны за «Железничар» (Сараево).
В 2007 году перешёл в российский «Терек» (Грозный), за сезон сыграл 32 матча и забил два гола в первом дивизионе и стал серебряным призёром турнира. Также провёл три матча в Кубке России и поучаствовал в победе на стадии 1/16 финала над московским «Спартаком». После ухода из «Терека» в течение года не играл на профессиональном уровне.
С 2009 года снова играл в Боснии — за клубы «Железничар» (Сараево), «Слобода» (Тузла) и «Лакташи».
В 2011 году перешёл в казахстанский «Тараз». Дебютный матч в чемпионате Казахстана сыграл 6 марта 2011 года против «Иртыша» и в нём отметился автоголом, который стал решающим в матче (0:1). 20 апреля 2011 года забил первые голы за клуб, сделав «дубль» в кубковом матче против «Акжайыка» (4:1), а 3 июля 2011 года впервые отличился голом в чемпионате страны в матче с «Жетысу». Всего за сезон сыграл 31 матч (2 гола) в чемпионате Казахстана и 3 матча (2 гола) в Кубке Казахстана.
После ухода из «Тараза» несколько лет не выступал в соревнованиях высокого уровня. В 2016—2017 годах играл за БСК (Баня-Лука).
С 2018 года работает скаутом клуба «Борац».
Провёл 13 матчей за молодёжную сборную Боснии и Герцеговины, в том числе 10 матчей — в отборочном турнире молодёжного чемпионата Европы.